# Spirostreptus praetextus
Spirostreptus praetextus är en mångfotingart som beskrevs av Carl Oscar von Porat 1872. Spirostreptus praetextus ingår i släktet Spirostreptus och familjen Spirostreptidae. Inga underarter finns listade i Catalogue of Life.